# Christiane Busch-Lüty
Christiane Busch-Lüty (* 20. Februar 1931 in Essen; † 22. November 2010) war eine deutsche Ökonomin.

## Leben
Busch-Lüty studierte Wirtschaftswissenschaften und Social Sciences in München, Nottingham, Bonn und Freiburg im Breisgau. 1964 wurde ihre Dissertation zum Thema „Gesamtwirtschaftliche Lohnpolitik“ veröffentlicht. Von 1967 bis 1971 war sie Mitglied der Redaktion der heutigen Wirtschaftswoche. Anfang der 1970er Jahre war sie Dozentin für Wirtschaftswissenschaft und Wissenschaftliche Oberrätin an der Heeresoffizierschule III in München. Ab 1973 war sie Professorin für Wirtschafts- und Sozialpolitik an der Universität der Bundeswehr München. 1977 reiste sie erstmals nach Israel und beschäftigte sich mit dem Leben im Kibbuz. Ab dem Ende der 1970er Jahre führte sie Studienreisen mit Offizieranwärtern nach Israel durch. In den 1980er-Jahren begann sie sich mit der Umweltproblematik zu beschäftigen. Sie legte den Schwerpunkt ihrer wissenschaftlichen Arbeit auf Ökologische Ökonomie und Nachhaltigkeit. Zu diesen Themen gab sie mehrere Sammelbände heraus.
Ihr Sohn Andreas Busch ist Politologe.

### Ehrenämter
Später übernahm sie viele Ehrenämter an der Schnittstelle von Wissenschaft, Wirtschaft und Ökologie. Sie war Vorstandsmitglied der Vereinigung für ökologische Wirtschaftsforschung und von Global Challenges Network. Zudem initiierte ein gemeinsamer Vortrag mit Hans-Peter Dürr beim Verein für Socialpolitik die Gründung der Vereinigung für Ökologische Ökonomie, deren Ehrenvorsitzende sie war. Letztere widmete ihr die Jubiläumstagung zum 15-jährigen Bestehen.

### Ehrungen
- Bundesverdienstkreuz am Bande (11. November 1997)[13]
- 2013 und 2015 vergab die Vereinigung für Ökologische Ökonomie den Christiane Busch-Lüty Förderpreis für Ökologische Ökonomie[14][15]